# 契约经济学
契约经济学研究的是经济主体如何通过特定的契约安排来解决信息不对称问题，在经济学中属于資訊經濟學的一部分。
当委托人对于代理人的特征不知情的情况下，会产生逆向选择问题。这个经济学分支的先驱者是乔治·阿克洛夫，他阐述了旧车市场的逆向选择问题。在一些模型中，例如迈克尔·斯彭斯的劳动市场模型中，代理人能够进行发送自己类型的信号给委托人方，可能有助于解决这类问题。
在道德风险模型中，信息的不对称是因为委托人没有能力去观察其代理人的行为。因此，基于绩效的契约可以创造激励以使代理人符合委托人的利益做出行为。
最近的发展为奥利佛·哈特及其共同研究者为先导的不完全契约问题。他们指出，有关激励效果各方没有能力写出一篇完全条件的契约。